# Rode koraalbaars
De rode koraalbaars (Cephalopholis miniata) komt voor van de Rode Zee tot aan Durban en oostwaarts tot aan de Line-eilanden in het midden van de Grote Oceaan. Deze felgekleurde soort leeft in het algemeen solitair, en vormt een groot territorium waaruit soortgenoten worden verdreven. Toch komt men soms ook wel twee of meer exemplaren bij elkaar tegen, hetgeen mogelijk met de voortplanting te maken heeft. De soort wordt in de Filipijnen ook wel Lapu-Lapu genoemd naar het stamhoofd dat Ferdinand Magellaan vermoordde in 1521.

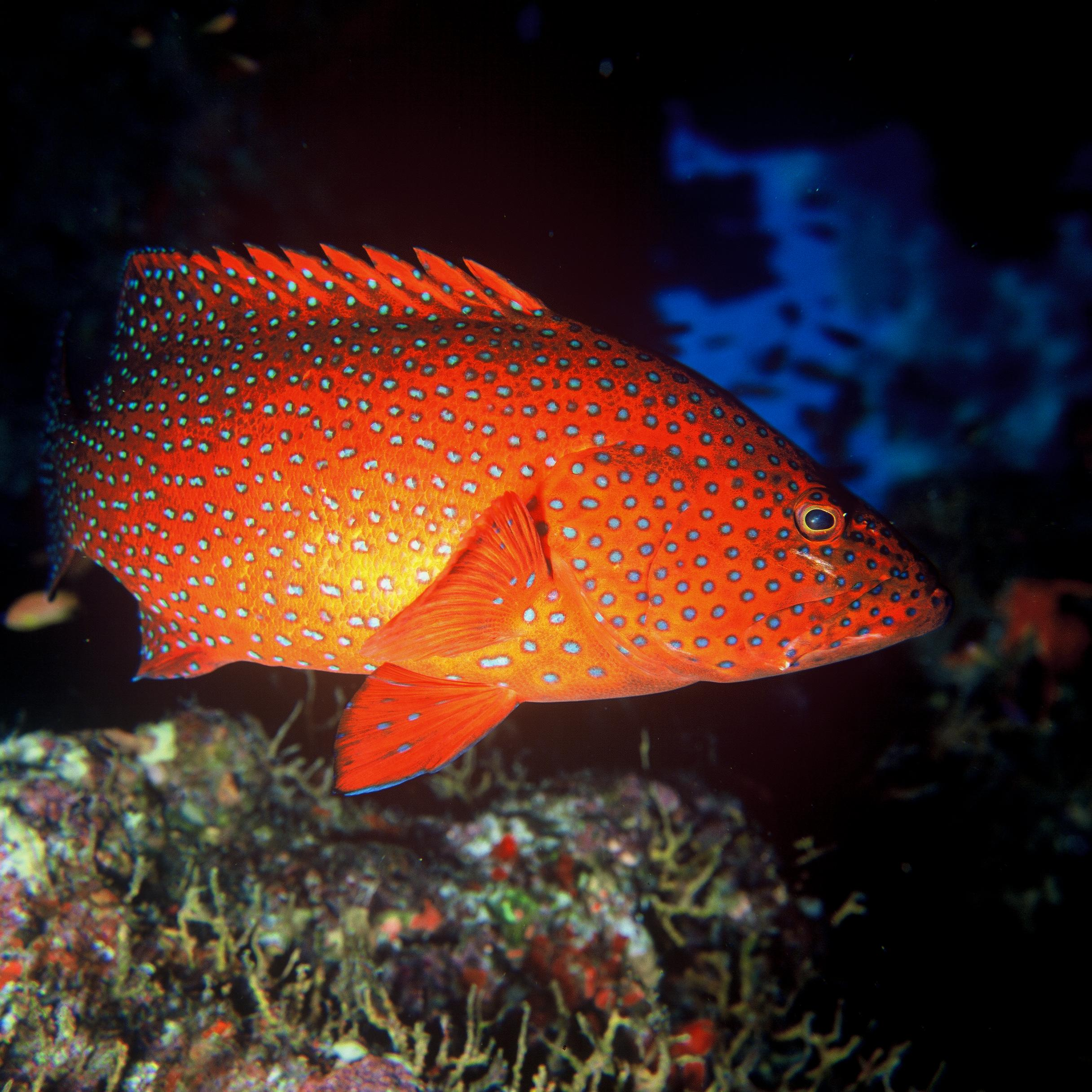
Rode koraalbaars uit Rode Zee

## Algemeen
De rode koraalbaars leeft in het heldere water van koraalriffen en komt voor op dieptes van 2 tot 150 meter. De vis wordt maximaal zo'n 45 cm. lang en is oranje tot rood van kleur met kleine lichtblauwe stippen.
De rode koraalbaars vormt groepen met 1 mannetje en 2 tot 15 vrouwtjes. Zo'n groep heeft een territorium van ongeveer 475 m² onder controle. Ze leven van andere vissen en kreeftachtigen. De vis is een actieve jager, vooral in de buurt van koraalwanden met gekleurde zachte koralen en een sterke stroming.
De rode koraalbaars is een populaire vis voor aquariums.
1. ↑  (en) Rode koraalbaars op de IUCN Red List of Threatened Species.